# الجامعة الجنوبية الغربية للعلوم والتقانة

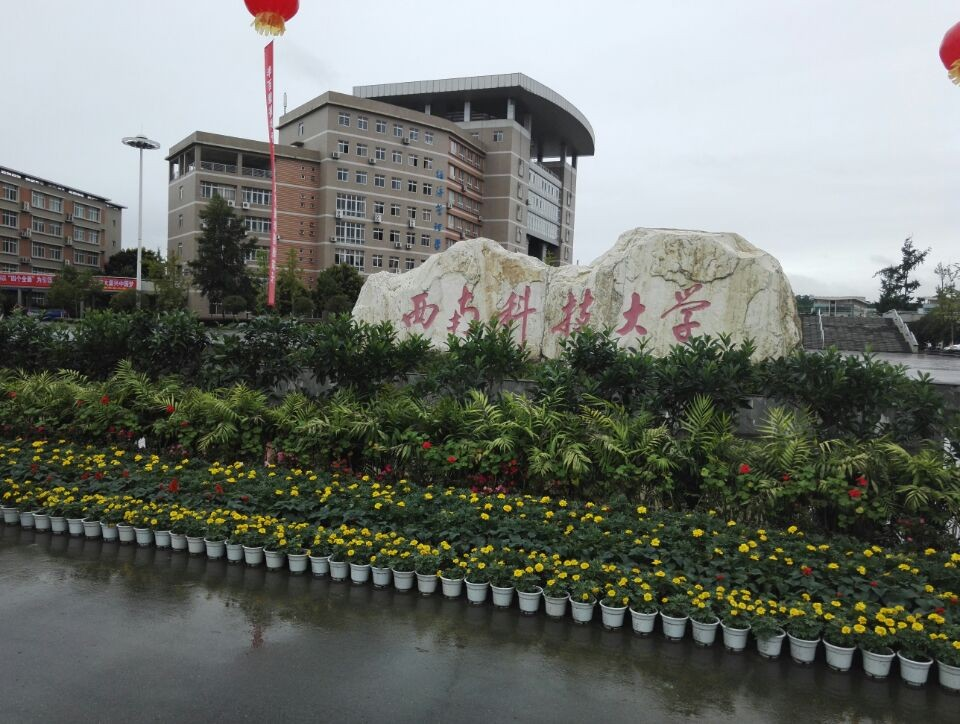
البوابة الشرقية

الجامعة الجنوبية الغربية للعلوم والتقانة أو جامعة الجنوب الغربي للعلوم والتكنولوجيا (بالإنجليزية: Southwest University of Science and Technology)‏ هي جامعة في ميانيانغ، سيتشوان. يوجد 17 مدرسة في الجامعة. يضم الحرم الجامعي أكثر من 29000 طالب: خريجون وجامعيون. اعتبارًا من عام 2015، أصبح شياو زهانجو (肖正 学) هو الرئيس.
تبلغ مساحتها 4088. إنها ثاني أكبر جامعة في مقاطعة سيتشوان. شعار الجامعة الجنوبية الغربية للعلوم والتقانة هو أن تكون أخلاقيًا، وأن تتعلم، وأن تكون عمليًا، وأن تكون مبتكرًا.

## التاريخ
نشأت الجامعة في عام 1939 مع تأسيس مدرسة سيتشوان جيانغجين المهنية والتقنية للسيراميك ومدرسة مقاطعة سيتشوان المهنية الزراعية المتقدمة، والتي حدثت خلال الحرب الصينية اليابانية. كان الحرم الجامعي في الأصل فرعًا لجامعة تسينغهوا في ميانيانغ.

## الأقسام
هناك 17 قسمًا وكلية ومدرسة:
- كلية تعليم الكبار
- كلية التربية الشبكية
- قسم التربية البدنية
- كلية التكنولوجيا التطبيقية
- مدرسة الأدب والفنون الصينية
- كلية الهندسة المدنية والعمارة
- كلية علوم الكمبيوتر والتكنولوجيا
- كلية الاقتصاد والإدارة
- كلية الموارد البيئية والهندسة
- مدرسة اللغات والثقافات الأجنبية
- كلية هندسة المعلومات
- كلية حقوق
- كلية علوم الحياة والهندسة
- كلية علوم التصنيع والهندسة
- كلية علوم وهندسة المواد
- مدرسة علوم وتكنولوجيا الدفاع الوطني
- مدرسة العلوم